# Reginald King
Reginald King, född den 5 oktober 1904 i Hampstead, död 1991, var en brittisk pianist, orkesterledare och kompositör av främst underhållningsmusik.
King bildade 1927 en orkester för ett engagemang på restaurangen Swan & Edgar's i Londons West End och var verksam här fram till 1939. Efter kriget bildade han en ny orkester 1945, vilken bland annat framträdde i Bridlington.
King blev dock troligen mest känd genom sina framträdanden i radio: mellan 1929 och 1964 gjorde han över 1400 radioframträdanden. Han gjorde också ett stort antal skivinspelningar för bland annat His Master's Voice, Sterno och Columbia. Hans musik har också använts i många filmer, bland annat i Sverige.
Ett par hundra av Kings kompositioner förvaltas i dag av The Reginald King Trust.